# Henrik Djernis
Henrik Djernis (* 22. April 1968 in Svebölle, Sjelland) ist ein ehemaliger dänischer Radrennfahrer und Weltmeister im Radsport.

## Sportliche Laufbahn
Djernis begann seine Laufbahn zunächst als Straßenfahrer. Später wandte er sich dem Querfeldeinsport (heutige Bezeichnung Cyclocross) zu und spezialisierte sich auf Querfeldeinrennen. Nach Bronze im Jahr 1988 und Silber im Jahr 1991 gewann er 1993 den Weltmeistertitel bei den Amateuren in dieser Disziplin vor dem Deutschen Ralph Berner; 1998 gewann er noch einmal die Bronzemedaille bei den Berufsfahrern. Er wurde 16 mal dänischer Meister im Querfeldeinrennen, davon von 1985 bis 1998 14 mal in Folge, zuvor hatte er den Titel bereits zweimal bei den Junioren gewonnen.
Durch einen Trainingsaufenthalt in den Vereinigten Staaten im Jahr 1991 kam Djernis auch zum Mountainbikesport. In der zu damaligen Zeitpunkt noch jungen Sportart wurde er von 1992 bis 1994 dreimal in Folge Weltmeister im Cross-Country und 1995 noch einmal Vizeweltmeister. Im UCI-Mountainbike-Weltcup gewann er 1993 das Rennen in Berlin sowie 1994 die Rennen in Houffalize und Plymouth. Nach der Aufnahme des Cross-Country in das Programm der Olympischen Sommerspiele und der damit verbundenen zunehmenden Spezialisierung konzentrierte sich Djernis wieder auf den Cyclocross. National nahm er noch weiter an Meisterschaften teil und gewann insgesamt sechsmal den Titel im Cross-Country.
Nach dem Ende seiner sportlichen Karriere wurde der gelernte Fahrradmechaniker Mitinhaber eines Fahrradgeschäftes in Kalundborg. Er ist verheiratet und hat zwei Kinder.

## Ehrungen
1992 und 1993 wurde Djernis in Dänemark als Radsportler des Jahres geehrt.

## Erfolge
| 1992 - Weltmeister – Cross-Country XCO 1993 - Weltmeister – Cross-Country XCO - Dänische Meister – Cross-Country XCO - ein Weltcup-Erfolg – Cross-Country XCO 1994 - Weltmeister – Cross-Country XCO - Dänische Meister – Cross-Country XCO - zwei Weltcup-Erfolge – Cross-Country XCO 1997 - Weltmeisterschaften – Cross-Country XCO - Dänische Meister – Cross-Country XCO 1998 - Dänische Meister – Cross-Country XCO 1999 - Dänische Meister – Cross-Country XCO 2000 - Dänische Meister – Cross-Country XCO | 1983 - Dänischer Meister (Junioren) 1984 - Dänischer Meister (Junioren) 1988 - Weltmeisterschaften (Amateure) 1989 - Dänischer Meister 1990 - Dänischer Meister 1991 - Weltmeisterschaften (Amateure) - Dänischer Meister 1992 - Dänischer Meister 1993 - Weltmeister (Amateure) - Dänischer Meister 1994 - Dänischer Meister 1995 - Dänischer Meister 1996 - Dänischer Meister 1997 - Dänischer Meister 1998 - Weltmeisterschaften - Dänischer Meister 1999 - Dänischer Meister 2000 - Dänischer Meister 2001 - Dänischer Meister |